# نادي المقاولون العرب موسم 2009–10
موسم 2009–2010 هو الموسم الـ 29 لفريق المقاولون العرب في الدوري المصري الممتاز والموسم الـ 5 على التوالي في الدوري الممتاز منذ عودته للدوري مرة أخرى في موسم 2005–2006. وشارك الفريق في الدوري المصري الممتاز ، ولكنه خرج من كأس مصر في ربع النهائي.

## الترتيب
| الترتيب | النادي           | ل  | ف | ت  | خ  | له | عليه | ±  | ن  |
| ------- | ---------------- | -- | - | -- | -- | -- | ---- | -- | -- |
| 9       | طلائع الجيش      | 30 | 9 | 13 | 8  | 42 | 38   | 4  | 40 |
| 10      | الاتحاد السكندري | 30 | 9 | 8  | 13 | 27 | 36   | -9 | 35 |
| 11      | المقاولون        | 30 | 7 | 13 | 10 | 36 | 34   | 2  | 34 |
| 12      | الجونة           | 30 | 8 | 10 | 12 | 26 | 32   | -6 | 34 |
| 13      | المصري           | 30 | 6 | 16 | 8  | 28 | 35   | -7 | 34 |

## كأس مصر

### الدور الأول
| 21 مايو 2010 | المقاولون العرب                                                    | 2–0 | مصر للمقاصة | استاد المقاولون العرب |
| 16:00        | باسم علي 43' (بالقدم اليسرى) · محمد أحمد محمود 84' (بالقدم اليمنى) |     |             |                       |

### دور الـ 16
| 25 مايو 2010 | المصري                                                                            | 2–3 | المقاولون العرب                                                                                               | استاد بورسعيد                     |
| 15:00        | أحمد شديد قناوي 45+2' (ركلة حرة) · محمد علي 81' (بالقدم اليمنى) · هاني سعيد ، 84' |     | إيهاب المصري 4' (بالقدم اليمنى) · محمد أحمد محمود 39' (ضربة رأس) · رضا الويشي 90+1' (ركلة.) · محمد جمال ، 52' | الحضور: 20,000 الحكم: رؤوف الحوشي |

### ربع النهائي
| 29 مايو 2010 | حرس الحدود                                                                            | 3–1 | المقاولون العرب                 | استاد حرس الحدود                      |
| 15:00        | أحمد عيد عبد الملك 22' (بالقدم اليمنى)، 52' (ضربة رأس) · أحمد عبد الغني 90+2' (ركلة.) |     | حمادة السيد 76' (بالقدم اليمنى) | الحضور: 10,000 الحكم: ياسر عبد الرؤوف |